# Печера кристалів
27°51′3″ пн. ш. 105°29′47″ зх. д. / 27.85083° пн. ш. 105.49639° зх. д.

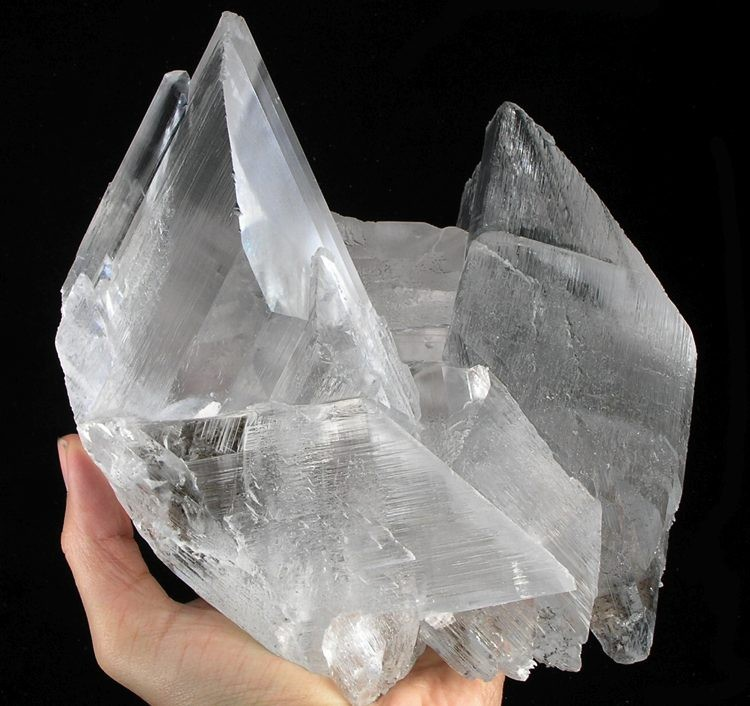
Зросток кристалів гіпсу з печер Найка. Розмір: 18 x 14 x 13 см, маса 2.6 кг.

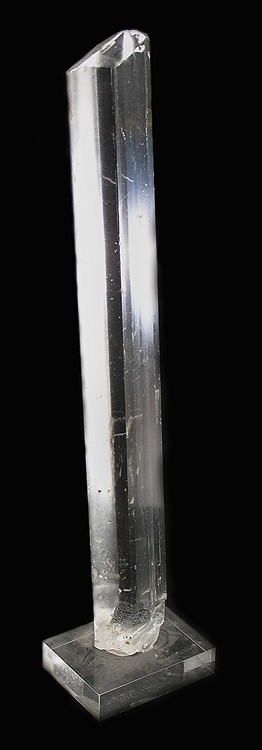
Прозорий призматичний кристал гіпсу 22.6 x 2.6 x 1.6 см, знайдений серед гігантських кристалів (закріплений на штучній підставці).

Печера кристалів (ісп. Cueva de los Cristales) з'єднана з шахтовим комплексом Найка (ісп. Naica), розташована на глибині 300 метрів під містом Найка, штат Чіуауа, Мексика. Печера унікальна наявністю велетенських кристалів селеніту (мінерал, структурна різновид гіпсу). Найбільший із знайдених кристалів має розмір 11 м завдовжки і 4 м завширшки, при масі 55 тонн. Це одні з найбільших відомих кристалів. У печері вельми спекотно, температури досягають 58 ° C при вологості 90-100 %.. Ці фактори сильно ускладнюють дослідження печери людьми, роблячи необхідним використання спеціального спорядження. Навіть зі спорядженням знаходження в печері зазвичай не перевищує 20 хвилин

## Формування кристалів
Найка знаходиться на древньому розломі, і під печерою є магматична порожнина. Магма нагрівала підземні води, і вони наситились мінеральними речовинами, в тому числі великою кількістю гіпсу. Печера була заповнена гарячим розчином мінералів протягом сотень тисяч років, можливо до декількох мільйонів років. Протягом цього часу температура розчину залишалася стабільною в діапазоні 54-58 °C, надаючи єдино можливі умови для росту кристалів селеніту (за участю безводної форми сульфату кальцію — ангідриту). Найменша швидкість росту кристалів становить 1.4 ± 0,2 × 10 -5 нм/с при температурі 55°C.

## Історія відкриття і сьогодення
У 1910 році шахтарі відкрили печеру під шахтами Найка, пізніше названу Печера мечів (ісп. Cueva de las Espadas). Вона розташована на глибині 120 м над Печерою кристалів і заповнена красивими світлими і прозорими кристалами приблизно метрової довжини. Вчені вважають, що на цій глибині температура впала значно раніше, припинивши зростання кристалів.
Печера кристалів була виявлена у 2000 братами-шахтарями Санчез, що прокладали новий тунель в шахтовому комплексі для компанії Індустріас Пеньолес (ісп. Industrias Peñoles). Шахтовий комплекс Найка має істотні поклади срібла, цинку, свинцю. Печера кристалів — це порожнина у формі підкови в масиві вапняку. Величезні кристали перетинають простір печери в різних напрямках. З печер постійно відкачується вода. У разі зупинки обладнання вони знову затоплюються. Кристали деградують на повітрі, тому дослідники з «Проекту Найка» прагнуть задокументувати цей геологічний об'єкт.
Новий зал, названий «Льодовий палац», було відкрито при бурінні в 2009 році. Він знаходиться на глибині 150 м і не заповнений водою. Формації кристалів значно менші, з тонкими ниткоподібними наростами.

## Майбутнє
Надалі кристалами можуть зацікавитися біологи, оскільки в їх мікроскопічних порожнинах, заповнених рідиною, можуть перебувати стародавні мікроорганізми. У передачі телеканалу Discovery в лютому 2011 року згадувалося про можливе існування інших печер, але їх дослідження вимагає руйнування кристалів. Вказувалося, що в кінцевому підсумку печера буде повернута до споконвічного затопленого стану.

## Ресурси Інтернету
- Naica Project, comprehensive website on the Crystal Caves with geology, history, photos and videos
- BBC page on the cave with video
- Giant Crystal project
- Crystal Cave of Giants [Архівовано 14 січня 2011 у Wayback Machine.], account of a 2009 visit by George Kourounis